# Rosário do Sul
Rosário do Sul est une ville brésilienne du Sud-Ouest de l'État du Rio Grande do Sul, faisant partie de la microrégion Campanha centrale et située à 386 km à l'ouest de Porto Alegre, capitale de l'État. Elle se situe à une latitude de 30° 15′ 33″ sud et à une longitude de 54° 54′ 59″ ouest, à une altitude de 125 mètres. Sa population était estimée à 40 510, pour une superficie de 4 370 km2.
Rosário do Sul entra dans l'histoire du Rio Grande do Sul et du pays comme quartier-général des forces impériales qui se préparaient à combattre le caudillo Uruguayen José Artigas durant la Guerre cisplatine. L'empereur Dom Pedro II, passa dans la ville pour aller recevoir Uruguaiana lors de la reddition des troupes uruguayennes qui avaient occupé la cité.

## Villes voisines
- Alegrete
- Cacequi
- São Gabriel
- Dom Pedrito
- Santana do Livramento
- Quaraí